# Challenger de Bucaramanga 2015
El torneo Claro Open Bucaramanga fue un torneo profesional de tenis. Perteneció al ATP Challenger Series 2015. Se disputó su 7.ª edición sobre tierra batida, en Bucaramanga, Colombia entre el 27 de enero y el 1 de febrero.

## Jugadores participantes del cuadro de individuales
| País | Jugador                            | Rank1                 | Favorito | Posición en el torneo |
| ---- | ---------------------------------- | --------------------- | -------- | --------------------- |
| 1    | Bandera de Italia                  | Paolo Lorenzi         | 64       | Segunda ronda         |
| 2    | Bandera de la República Dominicana | Víctor Estrella       | 77       | Cuartos de final      |
| 3    | Bandera de Austria                 | Andreas Haider-Maurer | 79       | Cuartos de final      |
| 4    | Bandera de Colombia                | Alejandro Falla       | 101      | Cuartos de final      |
| 5    | Bandera de España                  | Albert Montañés       | 104      | Segunda ronda         |
| 6    | Bandera de Colombia                | Alejandro González    | 107      | Primera ronda         |
| 7    | Bandera de España                  | Daniel Gimeno-Traver  | 110      | CAMPEÓN               |
| 8    | Bandera de Brasil                  | João Souza            | 115      | Segunda ronda         |

- 1 Se ha tomado en cuenta el ranking del 19 de enero de 2015.

### Otros participantes
Los siguientes jugadores recibieron una invitación (wild card), por lo tanto ingresan directamente al cuadro principal:
- Alejandro González
- Eduardo Struvay
- Pedro Pablo Ruiz
- Kevin Kim

Los siguientes jugadores ingresan al cuadro principal tras disputar el cuadro clasificatorio:
- José Hernández
- Martín Cuevas
- Hugo Dellien
- Guilherme Clezar

## Jugadores participantes en el cuadro de dobles

### Cabezas de serie
| Favorito | País                 | Jugador            | País                 | Jugador                   | Rank1 | Posición en el torneo |
| -------- | -------------------- | ------------------ | -------------------- | ------------------------- | ----- | --------------------- |
| 1        | Bandera de México    | César Ramírez      | Bandera de México    | Miguel Ángel Reyes-Varela | 237   | Primera ronda         |
| 2        | Bandera de Colombia  | Nicolás Barrientos | Bandera de Colombia  | Eduardo Struvay           | 266   | FINAL                 |
| 3        | Bandera de Argentina | Guillermo Durán    | Bandera de Argentina | Andrés Molteni            | 273   | CAMPEÓN               |
| 4        | Bandera de Alemania  | Gero Kretschmer    | Bandera de Alemania  | Alexander Satschko        | 280   | Semifinal             |

- 1 Se ha tomado en cuenta el ranking del 19 de enero de 2015.

### Otros participantes
Los siguientes jugadores recibieron una invitación (wild card), por lo tanto ingresan directamente al cuadro principal:
- Daniel Elahi Galán /  Juan Sebastián Gómez
- José Daniel Bendeck /  Gregorio Cordonnier
- Sam Barnett /  Kevin Kim

## Campeones

### Individual Masculino
- Daniel Gimeno-Traver derrotó en la final a  Gastão Elias por6–3, 1–6, 7–5.

### Dobles Masculino
- Guillermo Durán /  Andrés Molteni  derrotaron en la final a  Nicolás Barrientos /  Eduardo Struvay por 7–5, 6–7(8–10), [10–0].